# Vigilante (koets)

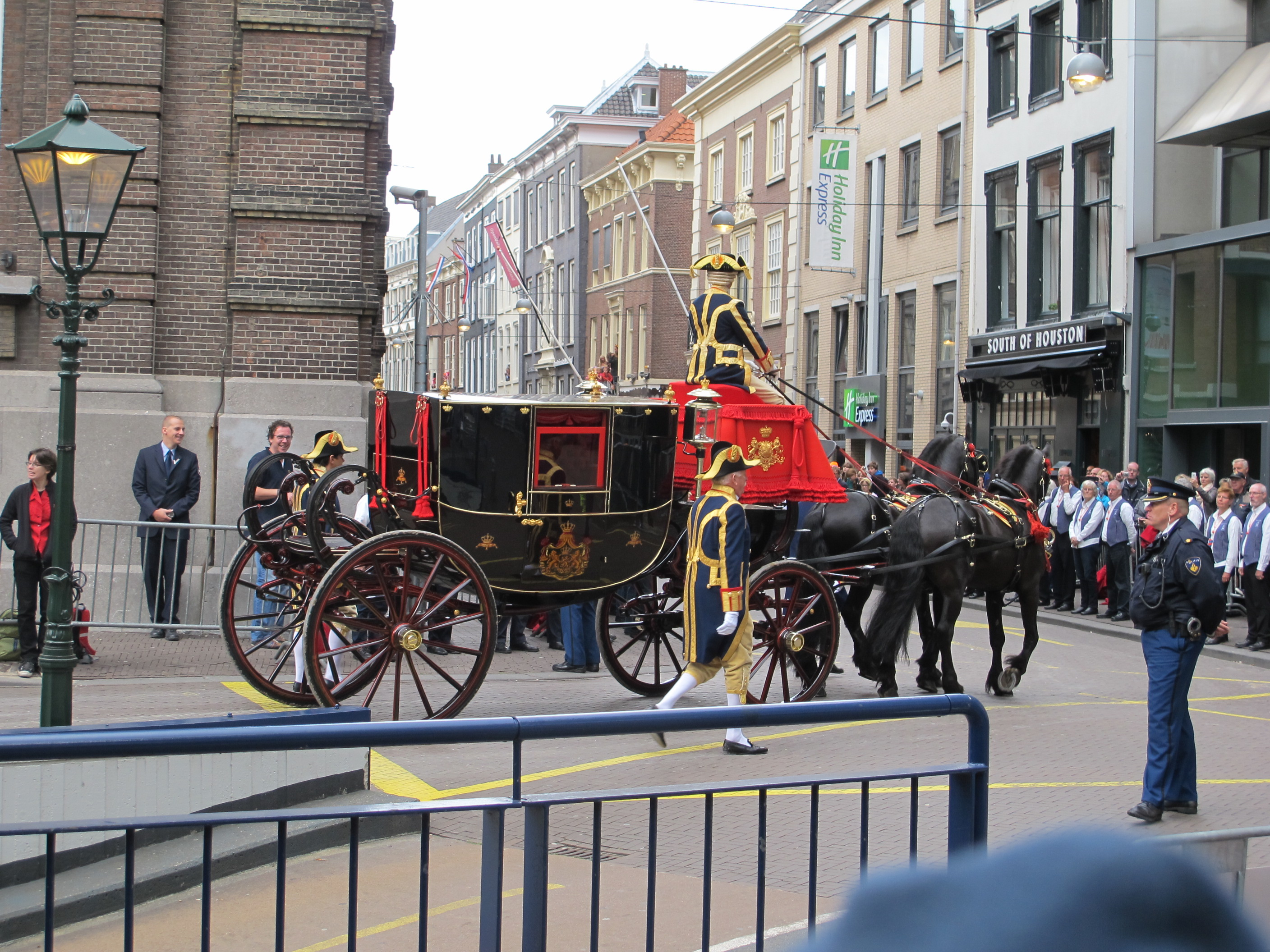
Prinsjesdag 2013

De vigilante is een koets van het type berline: een gesloten koets met ruimte voor vier tot zes personen. Hij werd in vroeger eeuwen vooral gebruikt voor bijzondere gelegenheden zoals bruiloften en officiële ceremonies, maar ook als men naar de opera of concerten gereden wilde worden. In grotere steden deed hij ook dienst al taxi; je kon hem dus voor een rit huren met je gezelschap. In privébezit was hij alleen bij de zeer rijke families in Nederland. 
De naam is afkomstig van het Franse woord vigilant, dat 'waakzaam' betekent en wijst op het veilige karakter van de koets. De naam kwam in de tweede helft van de 19e eeuw in Nederland in gebruik.
De vigilante is onder andere te zien tijdens koninklijke rijtoeren in Nederland, zoals op Prinsjesdag.